# حس ناشناخته (فیلم)
حس ناشناخته (به هندی: Kachche Dhaage) فیلمی محصول سال ۱۹۹۸ و به کارگردانی میلان لوتیرا است. در این فیلم بازیگرانی همچون اجی دیوگن، سیف علی خان، مانیشا کویرالا، نامراتا شیرودکار، آنو کاپور، سیمران ایفای نقش کرده‌اند.